# Zentralstadion (Astrachan)
Das Zentralstadion (russisch Центральный стадион Tsentralnyi Stadion) ist ein Fußballstadion mit Leichtathletikanlage in der russischen Stadt Astrachan, Südrussland. Der Fußballverein Wolgar-Gasprom Astrachan, momentan in der zweitklassigen 1. Division, empfängt hier seine Gegner zu den Spielen. Das unüberdachte Stadionrund an der Wolga bietet gegenwärtig auf seinen Rängen 17.712 Sitzplätze.

## Geschichte

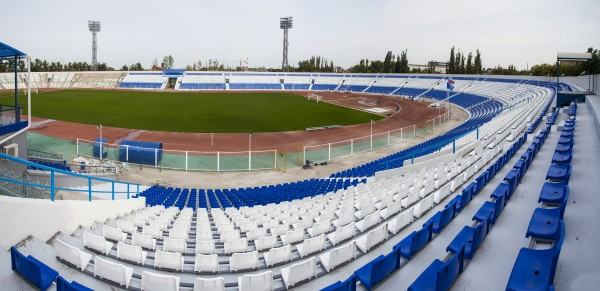
Blick in das Zentralstadion

Das Zentralstadion wurde 1955 eingeweiht und besaß damals 15.000 Plätze auf Holztribünen. Erste Baumaßnahmen wurden 1964 durchgeführt. Es wurden die Räumlichkeiten auf den neuesten Stand gebracht. Anfang der 1970er Jahre erhielt die Spielstätte eine elektronische Anzeigetafel. 1974 wurde das Stadion renoviert und erweitert.
Bis weit in die 1990er-Jahre wurde wenig in die Stadionstruktur investiert. 1999 wurde die Sportstätte mit Kunststoffsitzen ausgestattet. 2001 wurde mit 33.000 Besuchern ein Zuschauerrekord aufgestellt. Zwischen 2002 und 2006 wurden weitere Arbeiten, wie die Errichtung einer neuen Flutlichtanlage, durchgeführt. 2013 wurde das Zentralstadion umfangreich saniert. Dort wurden u. a. neue Sitze, eine neue Leichtathletikanlage, ein neues Naturrasenspielfeld mit Rasenheizung, Drainage- und Bewässerungssystem verbaut.
Am 21. Mai 2015 fand das Endspiel im russischen Fußballpokal 2014/15 im Stadion von Astrachan statt. Der Hauptstadtclub Lokomotive Moskau bezwang den FK Kuban Krasnodar nach Verlängerung mit 3:1.